# Politisches Spektrum
Der Ausdruck politisches Spektrum bezeichnet Klassifikationen der Ideologien, Haltungen und Wertvorstellungen der Personen, Gruppierungen oder Parteien innerhalb eines politischen Systems. Die Darstellung erfolgt dabei klassisch in Form einer Linie, die entlang einer Konfliktlinie in eine linke und eine rechte Hälfte unterteilt wird (Cleavage-Theorie). Historisch geht diese Links-Rechts-Aufteilung auf die Sitzordnung in der französischen Nationalversammlung zurück. Trotz fehlender Einigkeit bzgl. einer parteipolitischen Typologie sowie Ansätzen, die mehrere Konfliktlinien verwenden, ist das eindimensionale Spektrum bzgl. des Gleichheitsverständnisses noch immer das wichtigste Unterscheidungsmerkmal zwischen den politischen Richtungen.

## Eindimensionale Modelle

### Geschichte
Das Aufkommen der Unterscheidung „links“ – „rechts“ im Sinne politischer Richtungsbegriffe wird auf den Ursprung der Französischen Nationalversammlung in der Konstituante von 1789 zurückgeführt. Dort saßen die „Radikalen“ (womit damals (sozial-)liberal-demokratische Kräfte bezeichnet wurden) links und die konservativ-reaktionären Aristokraten rechts. Dadurch blieb die Sitzordnung nicht länger das Spiegelbild festgefügter gesellschaftlicher Hierarchien wie in der Versammlung der feudalen Generalstände, sondern brachte bald die Dynamik politisch-ideologischer Auseinandersetzungen zum Ausdruck. Es entstand eine Auffächerung der politischen Orientierungen in der Nationalversammlung in ein Meinungsspektrum zwischen zwei Extremen: Die linke Seite le côté gauche kennzeichnete eine revolutionäre, republikanische Stoßrichtung, während le côté droit mehr zurückhaltende, der Monarchie freundlich gesinnte Vorstellungen vertrat. Bald wurden die räumlichen Adjektive „links“ und „rechts“ substantiviert und man sprach nun einfach von la gauche und la droite. Innerhalb dieser Lager bildeten sich wiederum sehr rasch Flügelgruppen: l’extrémité gauche und l’extrémité droite. Die mit der Verfassung von 1791 eingerichtete gesetzgebende Versammlung setzte sich dann bereits aus mehreren institutionalisierteren Gruppen zusammen, die allerdings nicht wie heutige Fraktionen parlamentarischer Parteien aufzufassen sind, sondern die Organisation der politischen Landschaft der französischen Revolution in Klubs abbildeten. Auch schwankte die Zahl der sympathisierenden Abgeordneten eines Klubs stark und eine knappe Hälfte der 745 Abgeordneten ordnete sich keinem der Klubs zu. Das Spektrum bewegte sich zwischen dem rechten, monarchistischen Klub der Feuillants und den linken Girondisten und Montagnards, zu denen sich vor allem der Klub der Jakobiner und Cordeliers zählten.
Die sich allmählich ausbildenden Sprachkonventionen konnten sich jedoch aufgrund der turbulenten Entwicklung der Revolution nicht fest verwurzeln. Die Machtübernahme der Jakobiner hatte eine rigorose Beschneidung des als legitim geltenden politischen Spektrums zur Folge. Zu Beginn der Restaurationsphase wirkte die Erlahmung noch fort. Nach den Wirren der ersten hundert Tage erneuerte sich das politische Leben im Jahre 1814 rasch. Erst jetzt konnte sich die bereits im ersten Jahr der Großen Revolution entfaltete, an der parlamentarischen Sitzordnung anknüpfende Geographie revitalisieren. Dies geschah aber in etwas veränderten Formen: Zwischen die Lager der „Rechten“ und der „Linken“ trat eine auf Ausgleich setzende, gemäßigt-monarchisch orientierte Mitte (centre). Man sprach nach wie vor von den extrémités, nun aber auch von extrême gauche und extrême droite. Bereits vor 1820 gehörte das Kontinuum extrême droite – droite modérée – centre droit – centre gauche – gauche modérée – extrême gauche (ultrarechts – gemäßigt rechts – mitte-rechts – mitte-links – gemäßigt links – ultralinks) zum festen politischen Sprachgebrauch.
Von Frankreich aus breitete sich die Links-rechts-Unterscheidung in ganz Europa aus. In Deutschland konstituierte sich das Paulskirchenparlament von 1848 nach ihrem Muster. Hier saßen die republikanischen Abgeordneten, die einen sofortigen Sturz der damaligen Monarchie forderten, links und die Befürworter einer konstitutionellen Monarchie rechts.

### Mögliche Gegensätze
Im klassischen, eindimensionalen Modell kann der Gegensatz zwischen „links“ und „rechts“ stellvertretend für verschiedene, nachfolgend beschriebenen Gegensätze stehen.

#### Egalitär – elitär
Ausgehend vom Gleichheitspostulat (Egalité) der französischen Revolution sind egalitäre politische Ansätze zentral für das Selbstverständnis der „Linken“. Sie richten sich gegen eine tatsächliche oder systematische Benachteiligung identifizierbarer Bevölkerungsgruppen. Eine solche schien offensichtlich zunächst innerhalb der materiell schlechter gestellten Arbeiterklasse, wurde im Laufe der Zeit aber auch in Bezug auf religiöse oder ethnische Minderheiten, Frauen, ältere Menschen, Behinderte, Homosexuelle und andere Gruppen identifiziert. Der Kampf für politische und gesellschaftliche Gleichberechtigung galt den Linken als Teil eines fortschrittlichen Strebens nicht nur nach Gleichheit, sondern auch nach Freiheit. Daher ist der Begriff der Emanzipation als Bezeichnung für die Befreiung und Selbstbestimmung benachteiligter Gruppen für das Selbstverständnis linker Gruppen und Organisationen ein wichtiger Bezugspunkt.
Die „Rechte“ verweist demgegenüber auf die langstehende Existenz und praktische Unabdingbarkeit eines gewissen Maßes an Ungleichheit. Entweder werden die Gründe dafür in der Natur des Menschen (Begabung, Befähigung) gesehen, oder die Ungleichheit wird mittels gesellschaftlicher Nützlichkeitserwägungen (Leistungsanreiz) erklärt. Neben der resultierenden Forderung nach weitgehender persönlicher Freiheit zur individuellen Entfaltung des Individuums zum Nutzen der Gesellschaft wird in diesem Zusammenhang auch die organisierte Herausbildung von Eliten befürwortet, aus denen sich das Führungspersonal gesellschaftlich bedeutsamer (politischer, kultureller, wissenschaftlicher und wirtschaftlicher) Einrichtungen und Institutionen nachhaltig rekrutieren kann. Dagegen werden linke, maximal egalitäre Konzepte als tief einschneidende Eingriffe in lange bestehende individuelle Freiheitsrechte und Entfaltungsmöglichkeiten interpretiert und abgelehnt.
Im demokratischen Rechtsstaat steht nach erfolgter politischer Gleichberechtigung die Verteilung gesellschaftlichen Reichtums im Zentrum der Auseinandersetzung über egalitäre bzw. antiegalitäre Ansätze. Differenzierungen beim Verdienst (Primärverteilung) werden mit unterschiedlicher „Begabung“ und „Leistung“ des Individuums erklärt. Die Frage nach einer „angemessenen“ einkommensabhängigen Steuerbelastung (Sekundärverteilung) ist zu einem zentralen praktischen Streitpunkt in der politischen Auseinandersetzung geworden, da die Gestaltung der Besteuerung im unmittelbaren Zugriff der Gesetzgebung liegt und damit im Forum der parlamentarischen Auseinandersetzung der politischen Strömungen stattfindet.
Ungleichbehandlung aufgrund von Sprache, Geschlecht, „Rasse“, Herkunft, Religion, politischer Anschauung, körperlicher Behinderung und anderer realer oder zugeschriebener Merkmale (Diskriminierung) ist in demokratischen Rechtsstaaten westlicher Kulturgeschichte und Prägung im Grundsatz geächtet. Kern laufender Auseinandersetzung bleibt die Frage, ob und in welchem Umfang der Staat Maßnahmen zum Ausgleich von Benachteiligungen ergreifen soll und ob und wie weitgehend der Staat Diskriminierung im gesellschaftlichen Bereich entgegentreten soll. Dabei wird zwischen Gleichstellung und Gleichbehandlung unterschieden. So wird von Teilen der heutigen Linken „umgekehrte Diskriminierung“ zwecks einer Besserstellung gesellschaftlich benachteiligter Gruppen gerechtfertigt.

#### Progressiv – konservativ
In der Anfangszeit der westlichen Demokratien, insbesondere im 19. Jahrhundert, bemühte sich die Linke vor allem um die Verbesserung der Lebensbedingungen der unteren Schichten, insbesondere der Arbeiter, um die Durchsetzung der Menschenrechte und damit um eine kontinuierliche Erneuerung der Gesellschaft. Die Linke propagierte dies als gesellschaftlichen Fortschritt (Progressivität). Die Rechte trat hingegen für die Wahrung des Status quo in Bezug auf politische und ökonomische Verhältnisse ein und verwies auf „hergebrachte“ gesellschaftliche Normen, wodurch sie sich auch die Bezeichnung „konservativ“ („bewahrend“) erwarb.
Mehrere Entwicklungen erschweren heute die Einteilung nach den Begriffen konservativ/progressiv: In den westlichen Demokratien seit 1918 haben auch eher rechts stehende Parteien eigenständige programmatische Fortschrittskonzepte entwickelt und eine eigene Politik der technischen wie auch gesellschaftlichen Modernisierung vertreten. Gleichzeitig ist es innerhalb und zwischen Organisationen mit linkem Selbstverständnis äußerst umstritten, welche Auffassungen und Maßnahmen als „progressiv“ anzusehen seien. Zudem entwickelte sich nach der Anfangsphase linker Bewegung die Ideologiefigur der „Verteidigung fortschrittlicher Errungenschaften“, die als eine linke Variante konservativer Denkansätze angesehen werden kann.

#### Internationalistisch – nationalistisch
Der egalitären Grundidee entsprechend verfolgte die Linke lange Zeit einen internationalistischen Ansatz, begriff sich als weltweite Bewegung und organisierte sich international. Nach 1945 begriffen allerdings viele linke Gruppierungen ihre Aufgabe als „nationalen Befreiungskampf“ und stützten sich dabei auf anti-imperialistische Ideologien. Zur Befriedigung patriotischer Emotionen in der Bevölkerung, zur Durchsetzung territorialer Machtansprüche oder als Ausdruck eines anti-imperialistischen Weltbildes wurden auch von Regierungen mit linkem Selbstverständnis nationalistische Ansätze vertreten. Im Kontext einer Globalisierungskritik wird heute von Teilen der Linken die Souveränität der Nationalstaaten als Voraussetzung für die Absicherungen sozialer Errungenschaften angesehen und gegen eine Internationalität des Kapitalismus gedanklich in Stellung gebracht.
Die Rechte vertrat bis in die Mitte des 20. Jahrhunderts zumeist grundsätzlich eine nationalistische Politik, die sich seitdem in viele Spielarten regionaler Orientierung ausdifferenzierte – sich dabei aber zu jeder Zeit als Gegenpol und Gegenteil linker „Internationalisierung“ verstand, die sie als rein ideologisches Plankonstrukt, als unpraktikabel und letztlich hinderlich ablehnte. Vor diesem Hintergrund mag es nicht überraschen, dass sich die Rechte in der zweiten Hälfte des 20. Jahrhunderts in zunehmendem Maße als eine der treibenden Kräfte einer als organischen Entwicklung empfundenen, wirtschaftlichen Globalisierung wiederfand, die gleichzeitig eine überregionale Wohlstandsverteilung zu begünstigen wie eine Auskondensation klassischer Nationalstaaten in vielfältig organisierte Kombinationen kleinteiligerer Kultur- und Wirtschaftsregionen zu ermöglichen scheint.

#### Weitere Gegensätze
Während die oben genannten Gegensätze zumindest ursprünglich auf das Links-rechts-Spektrum abgebildet werden konnten, ist dies bei weiteren Gegensätzen nicht oder nur im Einzelfall möglich. Ein typisches Beispiel hierfür ist der Gegensatz „Zentralistisch – Separatistisch“. Bei einigen Staaten mit starken Autonomie-Bewegungen, z. B. Spanien, gibt es sowohl im linken als auch rechten Teil des politischen Spektrums zentralistische und separatistische Parteien.

### Einordnung der politischen Strömungen
Demoskopische Untersuchungen zeigen, dass sich die Wähler der einzelnen parlamentarisch vertretenen Parteien in ihrem Selbstverständnis jeweils über weite Bereiche des politischen Spektrums verteilen können.

#### Konservatismus
Das „konservativ-bürgerliche Lager“ betont in der Selbstdarstellung meist den konservativen und seltener den elitären Aspekt der eigenen Politik. Gerade aus der Opposition heraus wird häufig mit egalitären Ideen geworben, zum Teil auch zur Abgrenzung zu liberalen Positionen.
Der Begriff rechts für die eigene Position wird von den Konservativen vermieden, der Begriff links – wenn überhaupt – meist nur abwertend für politische Gegner benutzt. Ebenso wie im sozialdemokratischen und liberalen Lager wird von einigen konservativen Volksparteien zunehmend der Begriff „Politische Mitte“ proklamiert.

#### Sozialdemokratie
Im Godesberger Programm der deutschen SPD von 1959 wurde der Begriff links nicht explizit verwendet, im Berliner Programm heißt es lediglich rückblickend: „Die Sozialdemokratische Partei stellte sich in Godesberg als das dar, was sie seit langem war: die linke Volkspartei.“ Im Bundestagswahlkampf 1998 warb die SPD mit dem Schlagwort der „Neuen Mitte“ vergleichbar der britischen New Labour. Im Oktober 2007 verabschiedeten Hamburger Programm definiert sie sich als „linke Volkspartei“. Im vorangegangenen Bremer Entwurf vom Januar 2007 wurde die SPD noch zusätzlich als „Partei der solidarischen Mitte“ definiert.

#### Liberalismus
Der Liberalismus lässt sich anhand dieser Sichtweise kaum einer bestimmten politischen Orientierung im Rechts-links-Schema zuordnen, weil er einerseits sehr stark die rechtliche Gleichstellung propagiert, leistungsbedingte soziale Unterschiede jedoch als Anreiz für persönliches Engagement befürwortet. Oftmals wird von den Liberalen dem Gegensatz elitär-egalitär der Gegensatz liberal-regulativ entgegengesetzt. Liberale streben sowohl in Bereichen des persönlichen als auch im Bereich des wirtschaftlichen Lebens nach der größtmöglichen Selbstbestimmung und Eigenverantwortung des Individuums. Sozialliberale wollen gesellschaftlich bedingte Chancenungleichheiten kompensatorisch korrigieren. Sie wollen die soziale Frage durch Qualifikation, eine staatlich geförderte Bildungspolitik und Soziale Marktwirtschaft beantworten.
In Deutschland und anderen europäischen Staaten wird der parlamentarische Liberalismus aufgrund seiner Wirtschaftsnähe („Leistungsgerechtigkeit“) teilweise als politisch „rechts“ oder „bürgerlich“ eingestuft.

#### Sozialismus
Viele Europäische Sozialisten definieren sich mittlerweile direkt über das Attribut links. Dies kommt am deutlichsten darin zum Ausdruck, dass sich viele Parteien direkt als Linkspartei bezeichnen.
In Deutschland gab sich 2005 die Partei des Demokratischen Sozialismus den neuen Namen Die Linkspartei.PDS; durch Fusion mit der WASG entstand daraus 2007 die Partei Die Linke.
In Österreich wurde 2000 von Trotzkisten die Sozialistische Linkspartei gegründet, die neben der älteren, größeren und bei Wahlen erfolgreicheren KPÖ (Kommunistische Partei Österreichs) als weitere Partei links der Sozialdemokratie agiert. Im Zuge der Vorbereitungen zur Nationalratswahl 2008 konstituierte sich ein Linksprojekt, das nach dem Vorbild der deutschen Linkspartei linke sozialdemokratische und gewerkschaftliche sowie weitere links der SPÖ stehende Kräfte vereinigen soll.

#### Grüne
Ökologische Positionen sind nicht notwendigerweise mit traditionell „linken“ Positionen verknüpft. So gelten zum Beispiel die Grünen in Lettland eher als konservativ, ebenso die ÖDP in Deutschland. Die Bürgerrechtler des Bündnis 90, welches 1993 mit den gesamtdeutschen Grünen fusionierte, sahen sich zwar eher „links“, grenzten sich aber radikal von der PDS ab.
In der Schweiz grenzen sich die Grünliberalen von den Grünen durch eine liberale Wirtschaftspolitik und eine eher restriktive Finanz- und Sozialpolitik ab.

### Radikalismus und Extremismus
Es erfolgt eine zusätzliche Abstufung mittels der Attribute radikal und extrem. Nach der Definition des deutschen Bundesamts für Verfassungsschutz erstreben Radikale grundlegende Veränderungen an der Gesellschafts- und Wirtschaftsordnung, wobei sie auf dem Boden der Verfassung stehen. Extremisten hingegen richten sich gegen die freiheitliche demokratische Grundordnung.
Nach dem amerikanischen Soziologen und Politikwissenschaftler Seymour Martin Lipset und dem Soziologen Earl Raab bedeute Extremismus „Antipluralismus“ und die „Schließung des politischen Marktes“. Hiernach ist für Lipset auch ein Extremismus der Mitte denkbar.

### Kritik

#### Starke Vereinfachung
Ein Hauptkritikpunkt ist die extreme Vereinfachung der politischen Landschaft durch die Projektion verschiedener programmatischer Unterschiede auf eine einzige Achse. Für den Philosophen Johannes Heinrichs ist zudem „[d]as Operieren auf der eindimensionalen Achse von Links und Rechts … heute nicht bloß überholt, auch nicht bloß untauglich, sondern friedensstörend und fortschrittsfeindlich.“ Darüber hinaus wird kritisiert, dass der Begriff Spektrum eine Kontinuität suggeriert (wie z. B. bei den Farbschattierungen des Lichtspektrums), obwohl auch ideologisch „benachbarte“ politische Strömungen klare Bruchlinien aufweisen können und die einzelnen politisch-ideologischen Ausrichtungen keineswegs immer bruchlos ineinander übergehen.

#### Korrelation zwischen Zielen und Methoden
Die Verwendung dieser Attribute stellt indirekt eine positive Korrelation zwischen der Radikalität von Ideen (d. h. wie sehr sie vom Status quo abweichen) und der Vehemenz, mit der sie vertreten werden (latente oder offene Gewalt gegen Andersdenkende oder den Staat), her. Obwohl diese Korrelation naturgemäß in gewissem Maße gegeben ist (die Parteien der Mitte haben in der Regel die Unterstützung von Exekutive, Justiz und Medien und bedürfen selbst keiner extremen Maßnahmen), ist sie jedoch keineswegs zwingend. So gibt es moderate Gruppierungen mit radikalen Ideen und aggressive Verfechter allgemein akzeptierter Ansichten.

## Zweidimensionale Modelle

### Modell nach Maurice C. Bryson und William R. McDill

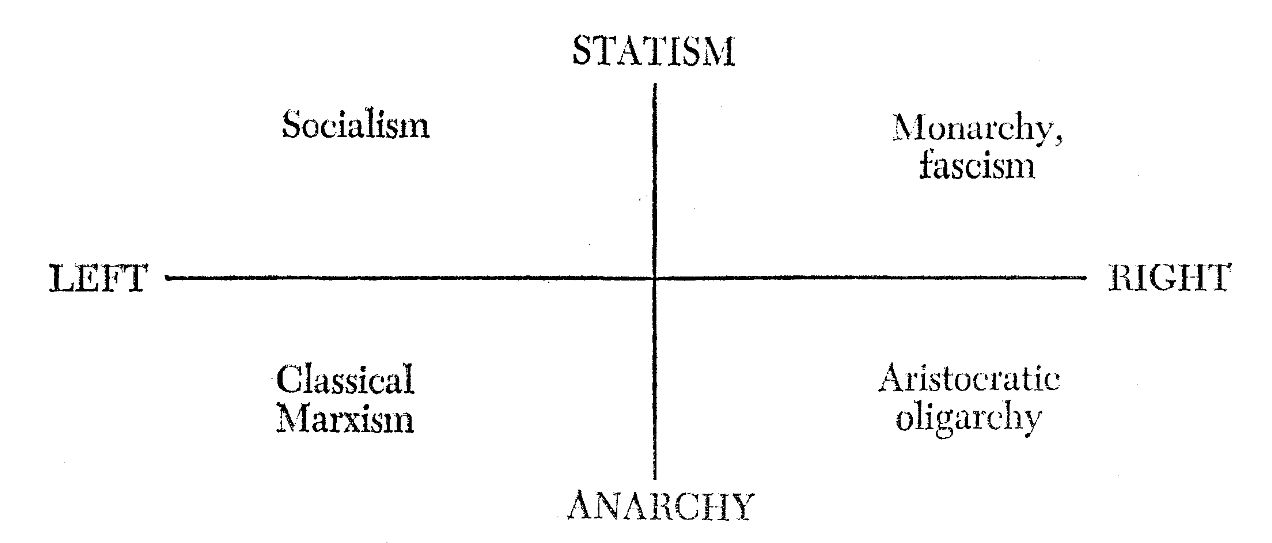
Modell nach Maurice C. Bryson und William R. McDill mit vertikaler Etatismus-Anarchie-Achse, die das Ausmaß staatlicher Interventionen erfasst, sowie horizontaler Links-Rechts-Achse

Das 1968 veröffentlichte Modell von Maurice C. Bryson und William R. McDill verortet politische Positionen in einem zweidimensionalen Modell, das sich aus einer vertikalen Etatismus-Anarchie-Achse („statism“-„anarchy“-Achse), die das Ausmaß staatlicher Interventionen erfasst, sowie einer horizontalen Links-Rechts-Achse („Left“-„Right“-Achse), die das angestrebte Niveau des Egalitarismus darstellt, zusammensetzt.

„Political compass“, ein 2D-Modell mit Autoritarismus-Libertarismus-Achse in der Vertikalen sowie wirtschaftspolitischer Links-Rechts-Achse in der Horizontalen, angelehnt an das Modell nach Maurice C. Bryson und William R. McDill

In Form des sogenannten „Political compass“, einem Selbsttest zur Positionierung im politischen Spektrum auf einer gleichnamigen Internetseite, wurde das Modell einem breiteren Publikum bekannt. Anders als die ursprüngliche Version des Modells verwendet der „Political compass“ für die das Ausmaß staatlicher Interventionen erfassende vertikale Achse die Bezeichnungen Autoritarismus und Libertarismus (→ Libertarianismus und Libertärer Sozialismus).

### Nolan-Diagramm

Nolan-Diagramm

Auch das 1969 erstellte Nolan-Diagramm stellt politische Einstellungen auf einem zweidimensionalen Diagramm dar. Auf einer Achse wird die wirtschaftliche, auf der anderen die gesellschaftliche negative Freiheit dargestellt. Es stammt aus libertären Kreisen und wird außerhalb dieser nicht hoch angesehen. Das Nolan-Diagramm kann in seinem Aufbau auf das Modell nach Maurice C. Bryson und William R. McDill zurückgeführt werden.

### Hufeisenschema

#### Beschreibung

Das Hufeisenschema

Das Hufeisenschema (auch Hufeisenmodell) stellt die politische Landschaft nicht als horizontale Gerade dar, sondern hufeisenförmig: eine U-förmige Struktur, bei der die Endpunkte einander näher liegen als der Mitte, in der sich Parteien wie etwa die CDU platzieren. Nach Holger Oppenhäuser erinnert diese Darstellung an eine auf dem Kopf stehenden Normalverteilung, ein tief verankertes Kollektivsymbol, das einem politischen Normalitätsdispositiv entspreche.
Das Modell stellt eine Nähe von Links- und Rechtsextremismus metaphorisch dar: Die Vertreter des Modells gehen davon aus, dass extremistische politische Haltungen aus eigentlich entgegengesetzten Lagern einander oft näher seien als den politisch moderaten Ausprägungen ihres jeweiligen „Feldes“. Nicht der Rechts-Links-Gegensatz sei entscheidend, sondern das Verhältnis zur „gemäßigten“ Mitte, die dem demokratischen Verfassungsstaat und den als dazu gehörig betrachteten Parteien zugeordnet wird.
Eckhard Jesse, einer der Begründer der Extremismustheorie, der die Metapher „Hufeisen“ gelegentlich verwendete, schrieb dazu: 
Das Hufeisenbild veranschaulicht dies. Kennzeichnend für Extremismen ist u. a. die Einschränkung oder Ablehnung tragender Elemente des demokratischen Verfassungsstaates wie Pluralismus, die Bejahung eines Freund-Feind-Denkens, die Akzeptanz eines hohen Maßes an ideologischem Dogmatismus und an gesellschaftlicher Homogenität, die Ausrichtung an Verschwörungstheorien und der Glaube an geschichtliche Gesetze. 
Allerdings lasse sich nicht jeder Extremismus in ein Links-Rechts-Schema fassen, ein religiöser Extremismus wie etwa der Islamismus entzöge sich einer solchen Einordnung und könne vom Hufeisen insofern gar nicht erst erfasst werden. Uwe Backes, mit Jesse einer der Theoretiker der Hufeisentheorie, erläuterte, diese Bildwelten hätten nur analytischen Wert und könnten eine konkrete Beschreibung nicht ersetzen oder determinieren.

Hajo Funke erklärte kritisch: 
In diesem Modell ziehen sich die beiden extremen Enden des politischen Spektrums an oder ergänzen sich sogar und bewegen sich wie Magnete aufeinander zu. Man unterstellt, dass rechts ist wie links, rechtsextrem wie linksextrem und dass beide für Gewalt und gegen den Verfassungsbogen des demokratischen Zentrums oder der demokratischen Mitte sind.

#### Geschichte
Als Bild für die Verteilung der politischen Kräfte und der Beziehungen dieser Kräfte zueinander wurde das Hufeisen zum ersten Mal in der 1932 erschienenen Schrift Entfesselung der Unterwelt. Ein Querschnitt durch die Bolschewisierung Deutschlands verwendet. Die radikale Rechte verstand das Bild vom Hufeisen damals positiv, um das Gemeinsame und Verbindende mit der radikalen Linken zu betonen, die Ablehnung des pluralistischen Parteienspektrums. Die Autoren, der nationalsozialistische Soziologe Adolf Ehrt und Julius Schweikert [Pseudonym von Iwan Alexandrowitsch Iljin], verwendeten das Bild als Argument gegen den sogenannten Kulturbolschewismus. Beide – aus dem Umfeld der Schwarzen Front – sahen eine Nähe von KPD und NSDAP, die in der gemeinsamen Ablehnung des demokratischen Liberalismus bestünde: „Stellt man sich die deutschen Parteien und Strömungen in Gestalt eines Hufeisens vor, an dessen Biegung das Zentrum und an dessen Endpunkten jeweils die KPD und die NSDAP lagern, so liegt der Raum der ‚Schwarzen Front‘ zwischen den beiden Polen des Kommunismus und des Nationalsozialismus. Die Gegensätze von ‚Links‘ und ‚Rechts‘ heben sich auf, indem sie eine Art Synthese eingehen unter einmütiger Ausscheidung des ‚Bürgerlichen‘. Die Lage zwischen beiden Polen gibt den Spannungscharakter der Schwarzen Front am besten wieder“.
„Das Bild vom Hufeisen, das eine Nähe der politischen Extreme von links und rechts behauptet, fand durch die 1972 erschienene Studie ‚Langages totalitaires‘ des französischen Forschers Jean Pierre Faye erstmals Eingang in die wissenschaftlichen Literatur“, ehe es auch in der deutschen Extremismusdiskussion verwendet wurde.
Das Bild Ehrts und Schweikerts wurde in den 1960er Jahren vom neurechten Autor Armin Mohler zitiert, ebenso – unter Zitierung Ehrts und Schweikerts nach der Publikation Mohlers – vom Politologen Uwe Backes 1989.

#### Kritik
Kritisiert werden an dieser Vorstellung verschiedene Aspekte. Robert Feustel findet den Begriff der „Mitte“ irreführend, der inzwischen auch von Rechtsextremisten beansprucht werde, die sich als bürgerlich bezeichneten. Die Gleichsetzung von Links- und Rechtsextremismus sei undifferenziert: Bei akkurater Darstellung hätten sie keine Gemeinsamkeiten, da etwa linksextreme Gewalt sich „eher“ gegen Sachen richte, rechtsextreme gegen Menschen. Das Hufeisenmodell sei nie zeitgemäß gewesen, denn es würde die Gleichsetzung zwischen links und rechts nahelegen. Heute sei dies noch absurder als früher, die Unterschiede seien größer als die Gemeinsamkeiten und ähnlich wie in den USA bilde sich in Deutschland durch die Durchlässigkeit bürgerlicher Parteien für rechtsradikale Positionen ein Gegensatz von Progressiven gegen Reaktionäre heraus.
Hajo Funke erklärt Jesses Vorstellung aus einem Kalten-Kriegs-Verständnis der 80er- und frühen 90er-Jahre. Damit relativiere er Rechtsextremismus wie auch die AfD. Das Konzept tue so, als sei es ganz neutral, „tatsächlich richtet es sich aber vor allem gegen die Linke. Es kann die Unterschiede zwischen einer pragmatischen Linken, einer extremen Linken und einer gewaltbereiten Linken nicht erfassen.“ Auch die Unterschiede zwischen Rechts- und Linksextremismus seien schwerer als ihre Gemeinsamkeiten, etwa bei Verfassungsfeindlichkeit, Gewalt oder Antisemitismus.
Der Politikwissenschaftler Marcel Solar hält die Hufeisentheorie für überholt, weil sich in einer simplen Skala die Parteien nicht verorten ließen. Man müsse tiefer zu den Strukturen, zur Organisation und Ideologie gehen. AfD und Linke könne man nicht einfach gleichsetzen.
Gustav Seibt stellt dar, dass erst in der Extremismus-Theorie der späten Siebziger- und Achtzigerjahre des 20. Jahrhunderts das Hufeisenbild zu einem Schlagwort einer Mitte wurde, die sich über die Äquidistanz zu den Extremen definieren wollte. Dabei sei der Begriff der Mitte, der dem Bild zugrunde liegen, alles andere als unschuldig, wie die „Panikreaktion“ des Bürgertums 1933 gezeigt habe. 
Eine solche Mitte mit ihren Implikationen von gesundem Menschenverstand und Konsens kann leicht zum Statthalter einer antipluralistischen Vorstellung von „Volk“ werden, in der abweichende Meinungen als illegitim ausgegrenzt werden – das gilt selbstverständlich in alle Richtungen. Die Mitte zeigt dabei eine starke Ähnlichkeit mit dem „Bürgerlichen“, das auch dazu dienen soll, vor allem die Unterschiede von konservativ und rechtsradikal verschwimmen zu lassen. Ein verbaler Joker also.
In der Gegenwart würden Hufeisenbild und Mitte-Begrifflichkeit zu veritablen Scheuklappen, so Seibt, die eine präzise Beschreibung politischer Optionen verhindern würden.
Holger Oppenhäuser sieht in der metaphorischen Gestaltung den Grund dafür, dass das Modell eine scheinbare Evidenz für sich beanspruchen könne, obwohl jede tatsächliche Evidenz fehle.
Beate Küppert und Andreas Zick sehen die Gefahr des Modells neben der Assoziation, „extrem Rechts“ und „extrem Links“ seien gleich demokratiegefährdend, in der Suggestion, dass die Mitte per se demokratisch sei. Diese Mitte zeige mehr und mehr demokratiedistante und -feindliche Merkmale, die für die liberale Demokratie gefährlich werden könnten.

### Weitere zweidimensionale Modelle

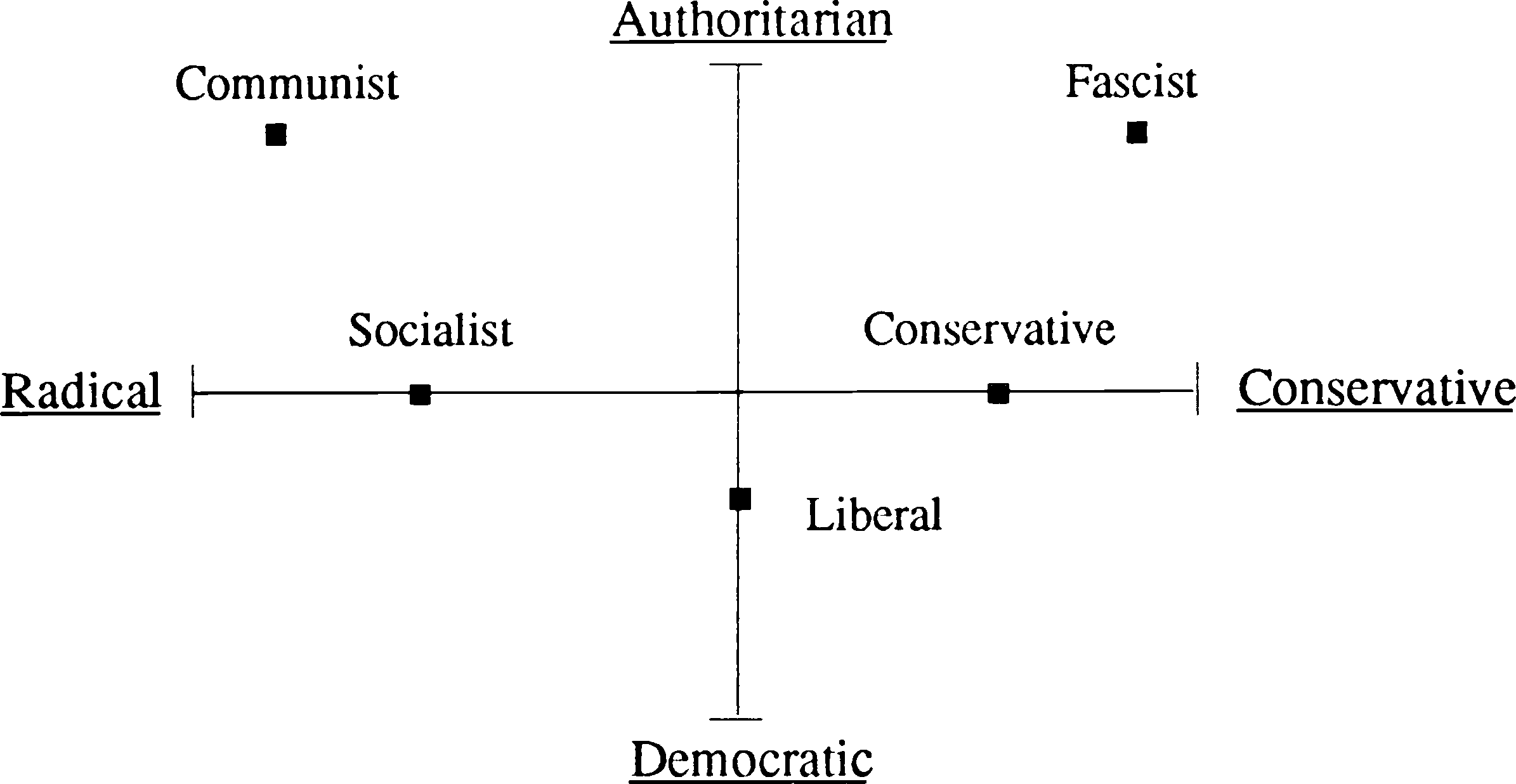
Nach Hans Jürgen Eysenck
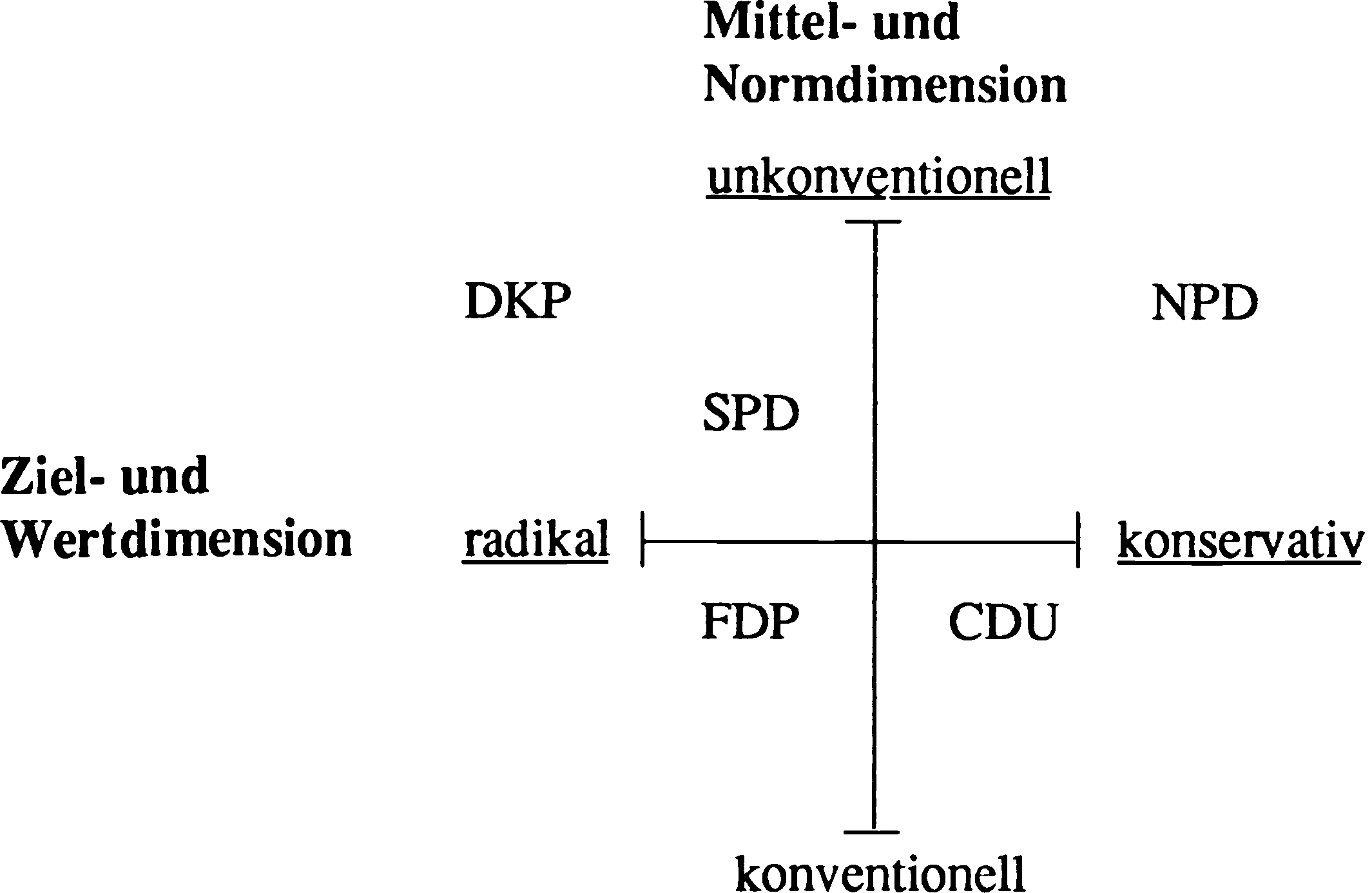
Nach Max Kaase/Hans D. Klingemann/Franz U. Pappi
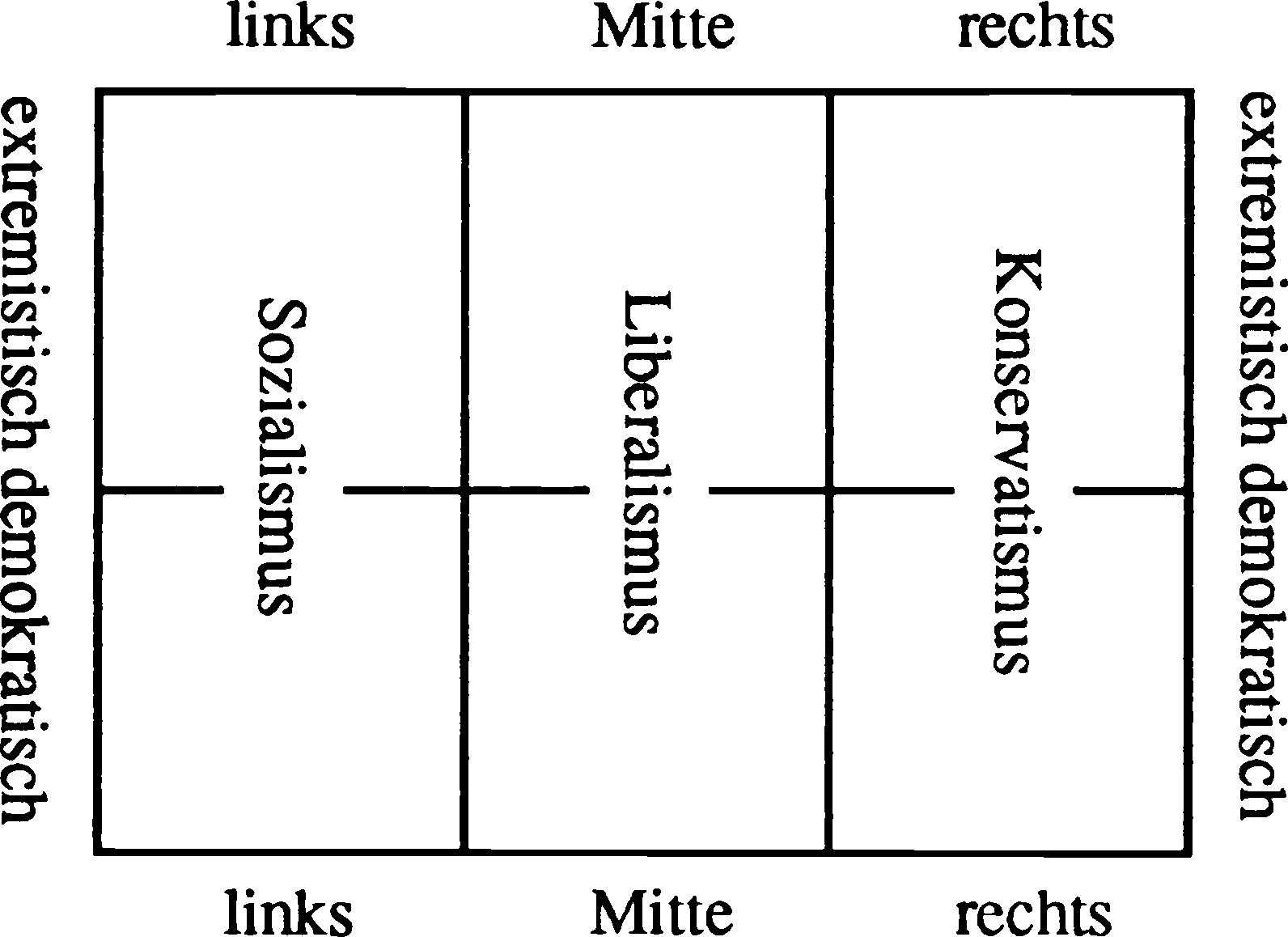
In Anlehnung an Seymour Martin Lipset
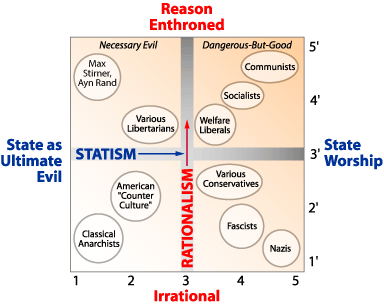
Pournelle-Diagramm: Lässt sich die Gesellschaft durch Vernunft verbessern oder nicht? Ist der Staat gut oder schlecht?

## Sitzordnung in Parlamenten

### Historische Parlamente
- Demokraten: 121
- Linksliberale: 104
- Fraktionslose: 258
- Rechtsliberale: 274
- Konservative: 48

Bis heute bestimmt das historische Vorbild der Sitzordnung der Französischen Nationalversammlung auch die Sitzordnung anderer demokratisch gewählter Parlamente weltweit.
Im ersten direkt gewählten deutschen Parlament, der Frankfurter Nationalversammlung, die in der Paulskirche tagte, saß die demokratische Bewegung links, in der Mitte die Liberalen und rechts die Konservativen.
Auch in der Weimarer Republik saßen KPD und SPD links, die liberale DDP in der Mitte und das konservative Zentrum rechts. Am rechten Rand saßen nationalistische bis rechtsextreme Kräfte.

### Deutscher Bundestag
- Linke: 64
- SPD: 120
- Grüne: 85
- SSW: 1
- Union: 208
- AfD: 152

Die Sitzordnung im Deutschen Bundestag orientierte sich von Anfang an grob am politischen Spektrum.
Nach einer anfänglich starken Parteienvielfalt etablierte sich mit dem Bedeutungsverlust der rechts der Freien Demokratischen Partei (FDP) sitzenden Deutschen Partei (DP) Anfang der 1960er-Jahre ein Dreiparteiensystem: Von links nach rechts saßen die Sozialdemokratische Partei Deutschlands, die aus CDU und CSU bestehende Union sowie die FDP.
Nach der Bundestagswahl 1983 debattierten die alten Fraktionen und die der erstmals gewählten Grünen intensiv über die Platzierung der neuen Kraft. Die Grünen wollten mehrheitlich zwischen SPD und Union sitzen, teilweise aber auch links von der SPD:

„Wichtig wäre die politische Begründung: Links = Zerstörung des Lebens durch den Kapitalismus. Ökologische Begründung für die mittlere Position. Heil und Segen kommt nicht von links, sondern von der Mitte (Mitte=Leben).“

Union und FDP plädierten für die Platzierung am Rand, damit die Grünen schlechter von den Fernsehkameras gefilmt werden können. Die SPD verwehrte sich gegen eine politische Kraft links von ihr. Die Einigung zur mittigen Positionierung erfolgte einen Tag vor der konstituierenden Sitzung. Beim Einzug der Partei des Demokratischen Sozialismus (PDS) 1990 bestand die SPD nicht weiter auf ihrem äußeren Platz.
Die oppositionelle FDP wollte nach dem Einzug der Alternative für Deutschland (AfD) 2017 nicht neben deren Abgeordneten sitzen und mit der regierenden Union tauschen. Dies wurde damit begründet, dass es nicht mehr dem aktuellen Parteienspektrum entspreche, die FDP rechts von CDU und CSU zu verorten. Das wurde allerdings abgelehnt, sodass die FDP im 19. Bundestag neben der AfD saß. Nach der Bundestagswahl 2021 plädierte die FDP erneut, die Plätze mit den Unionsparteien zu tauschen. Dies wurde einerseits wie 2017 mit Symbolik begründet, dass dieser Tausch den Bundestag den politischen Verhältnissen anpasse, da CDU und CSU politisch rechts der FDP zu verorten seien. Andererseits wurde auch weiterer Unmut darüber geäußert, neben der AfD sitzen zu müssen, insbesondere, da sich weibliche Mitglieder der FDP-Fraktion häufiger sexuell anzügliche Kommentare aus den Reihen der AfD hatten anhören müssen. Am 16. Dezember 2021 wurde mit den Stimmen der Regierungsfraktionen SPD, Grünen und FDP sowie Linken eine neue Sitzordnung beschlossen, in der die FDP links von der Union sitzt.
Die aktuelle Sitzordnung im 21. Bundestag ist: Die Linke – SPD – Bündnis 90/Die Grünen – CDU/CSU – AfD. Der fraktionslose SSW-Abgeordnete Stefan Seidler sitzt mittig hinten. (Stand: März 2025)

### Nationalrat (Österreich)
- SPÖ: 41
- GRÜNE: 16
- NEOS: 18
- ÖVP: 51
- FPÖ: 57

In Österreich wich die Sitzordnung des Nationalrats bis 2024 von der politischen Richtung der Parteien ab: Die konservative ÖVP saß ganz rechts, wohingegen die rechtsextreme bzw. rechtspopulistische FPÖ den Platz in der Mitte einnahm. Aufgrund eines Mehrheitsbeschlusses des Nationalrats tauschten die Fraktionen gegen den Willen der FPÖ die Plätze. „Wilde Abgeordnete“, also Abgeordnete ohne Zugehörigkeit zu einer der im Nationalrat vertretenen Parteien, erhalten einen der nicht besetzten Plätze.
Die Sitzordnung im 28. Nationalrat ist: SPÖ – DIE GRÜNEN – NEOS – ÖVP – FPÖ

### Nationalrat (Schweiz)

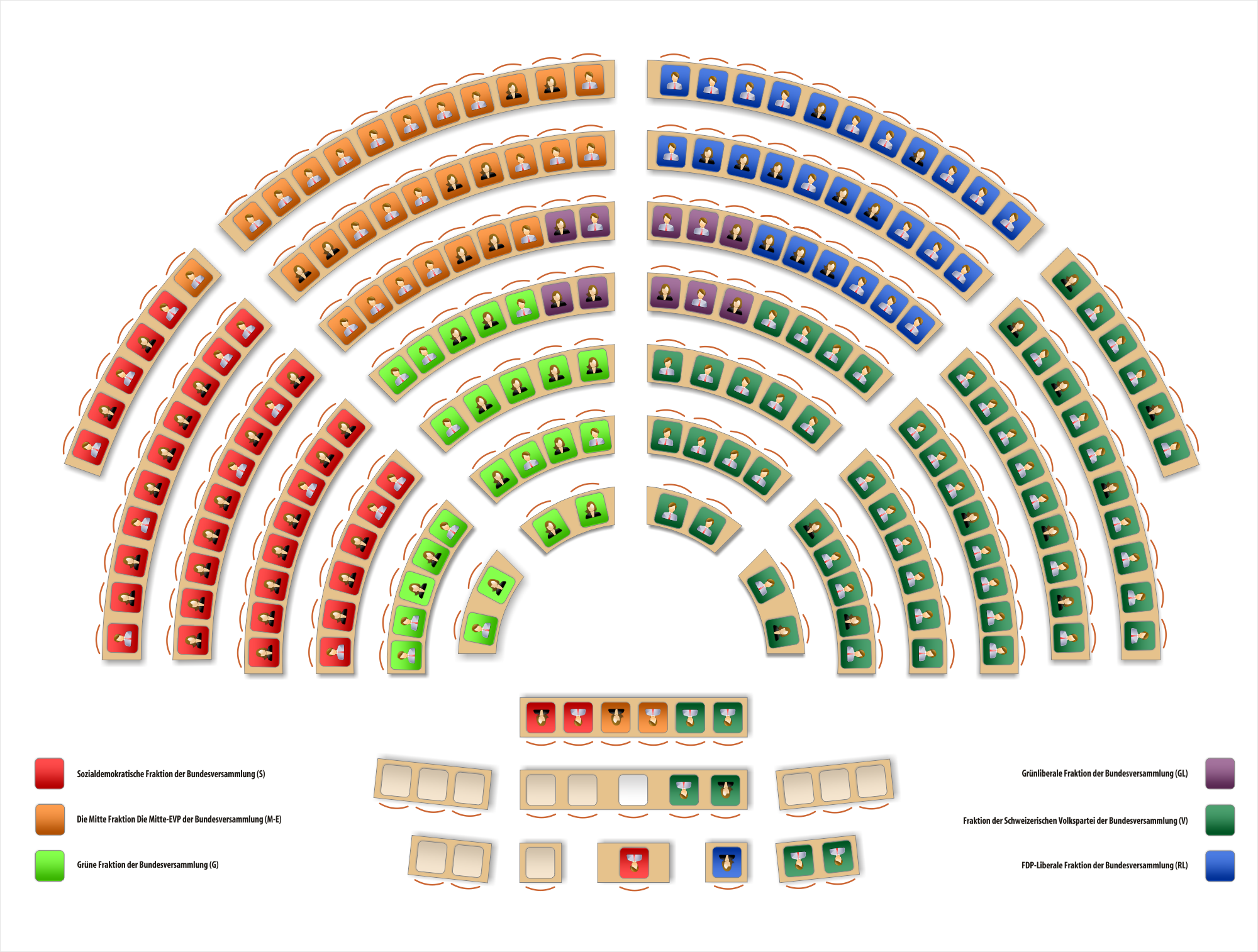
Sitzordnung im schweizerischen Nationalrat ab Dezember 2023

Bei der Sitzordnung im schweizerischen Nationalrat orientiert man sich seit 1995 grob am politischen Spektrum. Zuvor orientierte man sich primär an den Sprachgruppen. Links befindet sich die SP – GPS vorn, Die Mitte hinten – diverse Kleinparteien vorn, FDP.Die Liberalen hinten – und die SVP rechts.

### Europäisches Parlament
- VEL: 46
- S&D: 136
- G/EFA: 53
- RE: 75
- EVP: 188
- EKR: 79
- PfE: 85
- ESN: 27
- NI: 30
- vakant: 1

Die Sitzordnung im Europäischen Parlament orientiert sich an dem klassischen Links-Rechts-Schema.

## Weiterführende Literatur
- Uwe Backes: Politischer Extremismus in demokratischen Verfassungsstaaten: Elemente einer normativen Rahmentheorie. VS Verlag für Sozialwissenschaften, Wiesbaden 1989, ISBN 3-531-11946-X, Viertes Kapitel: Typologie, S. 247 ff., doi:10.1007/978-3-322-86110-8.